# Beaumont-de-Lomagne
Beaumont-of-Lomagne là một xã của tỉnh Tarn-et-Garonne, thuộc vùng Occitanie, tây nam nước Pháp.

## Di tích

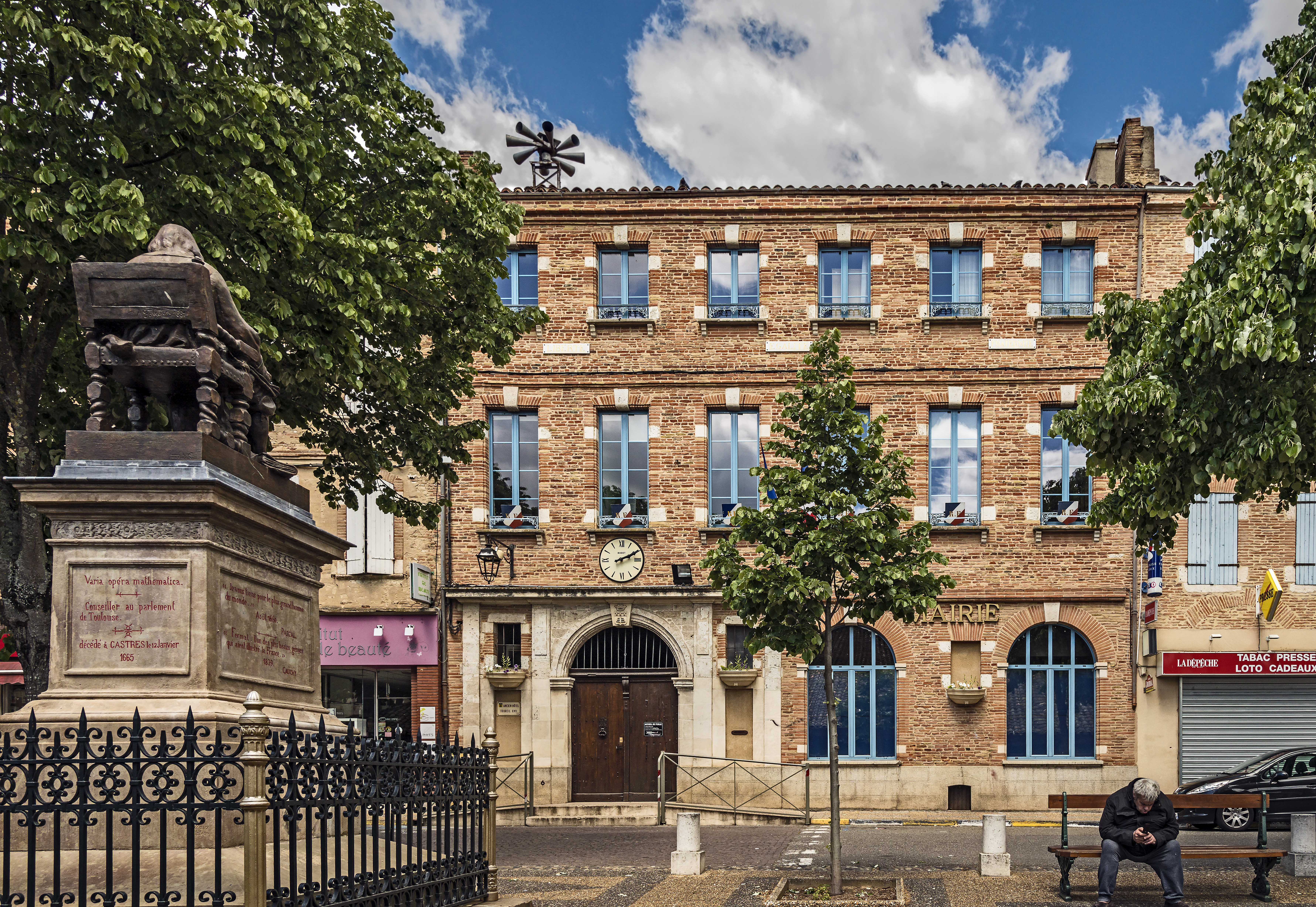
Town hall
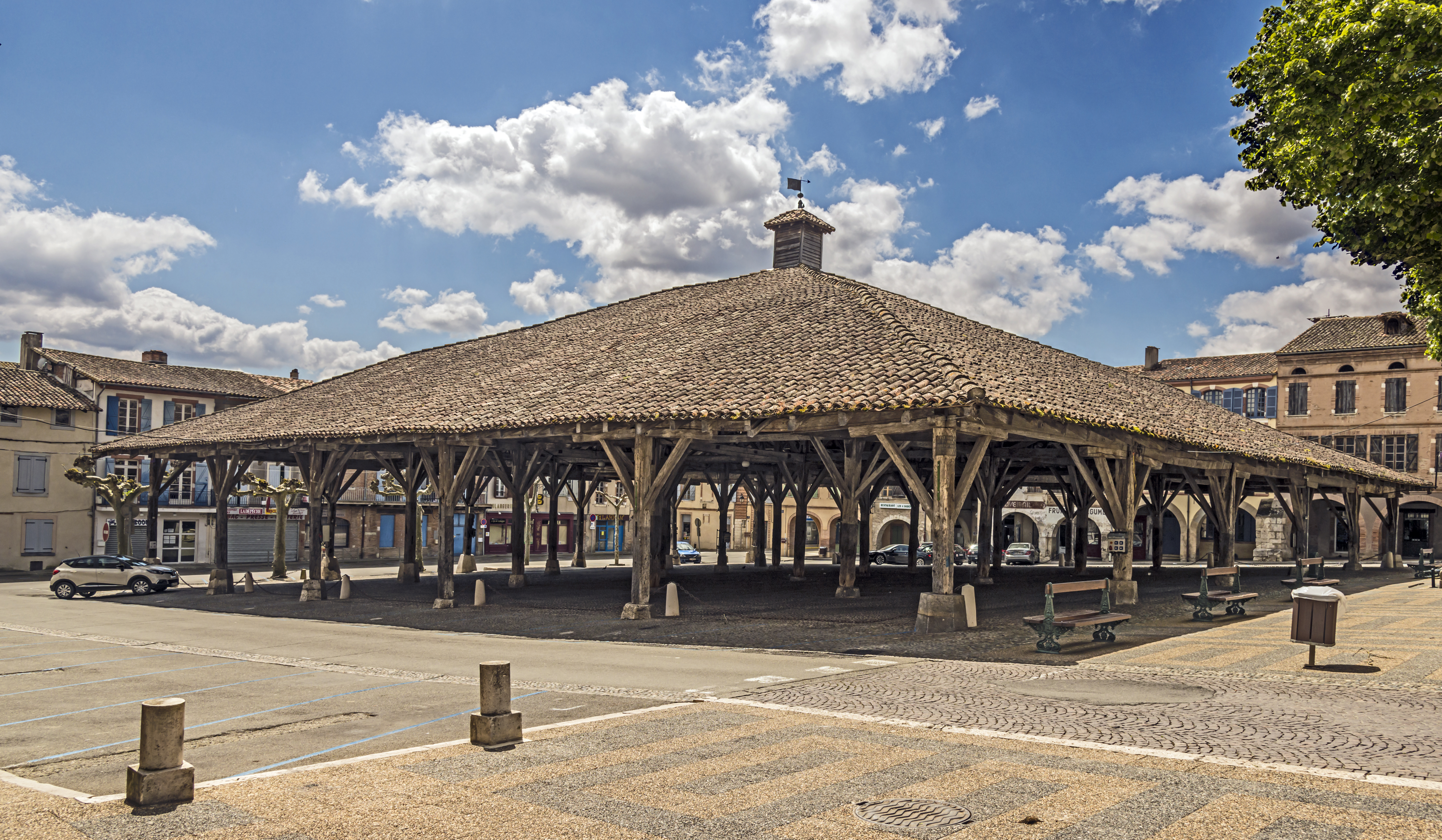
thị trường bảo hiểm
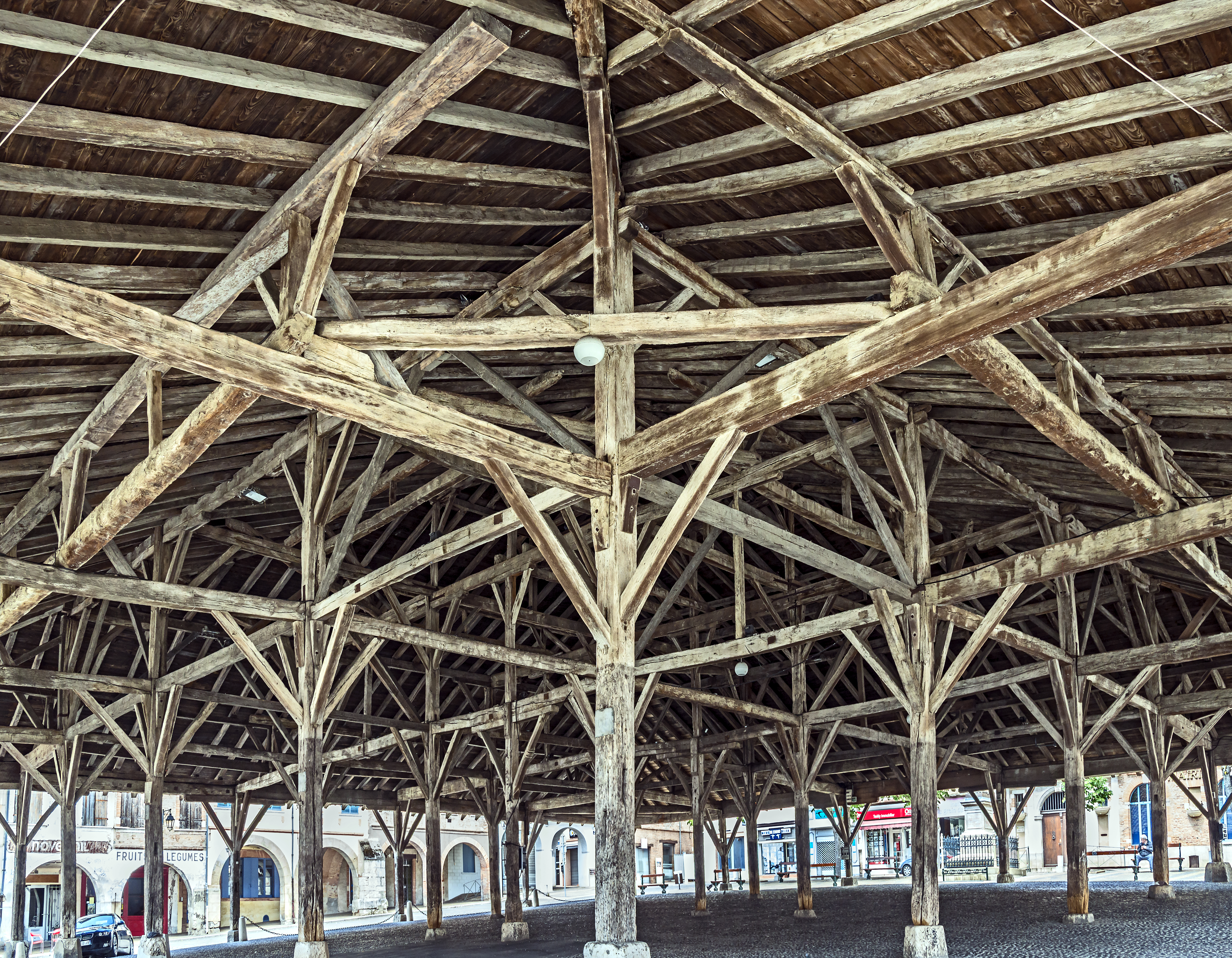
thị trường bảo hiểm
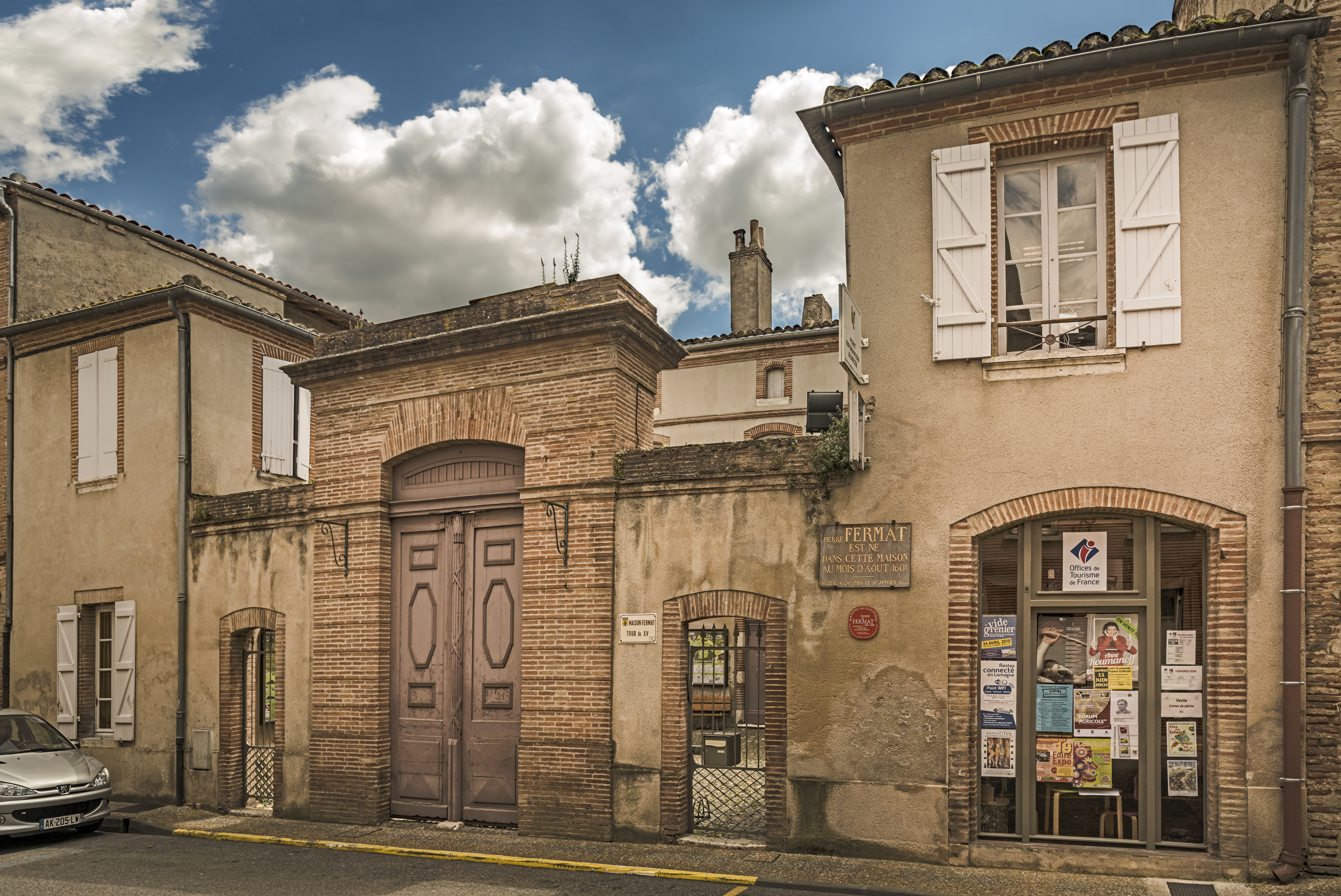
Fermat nhà
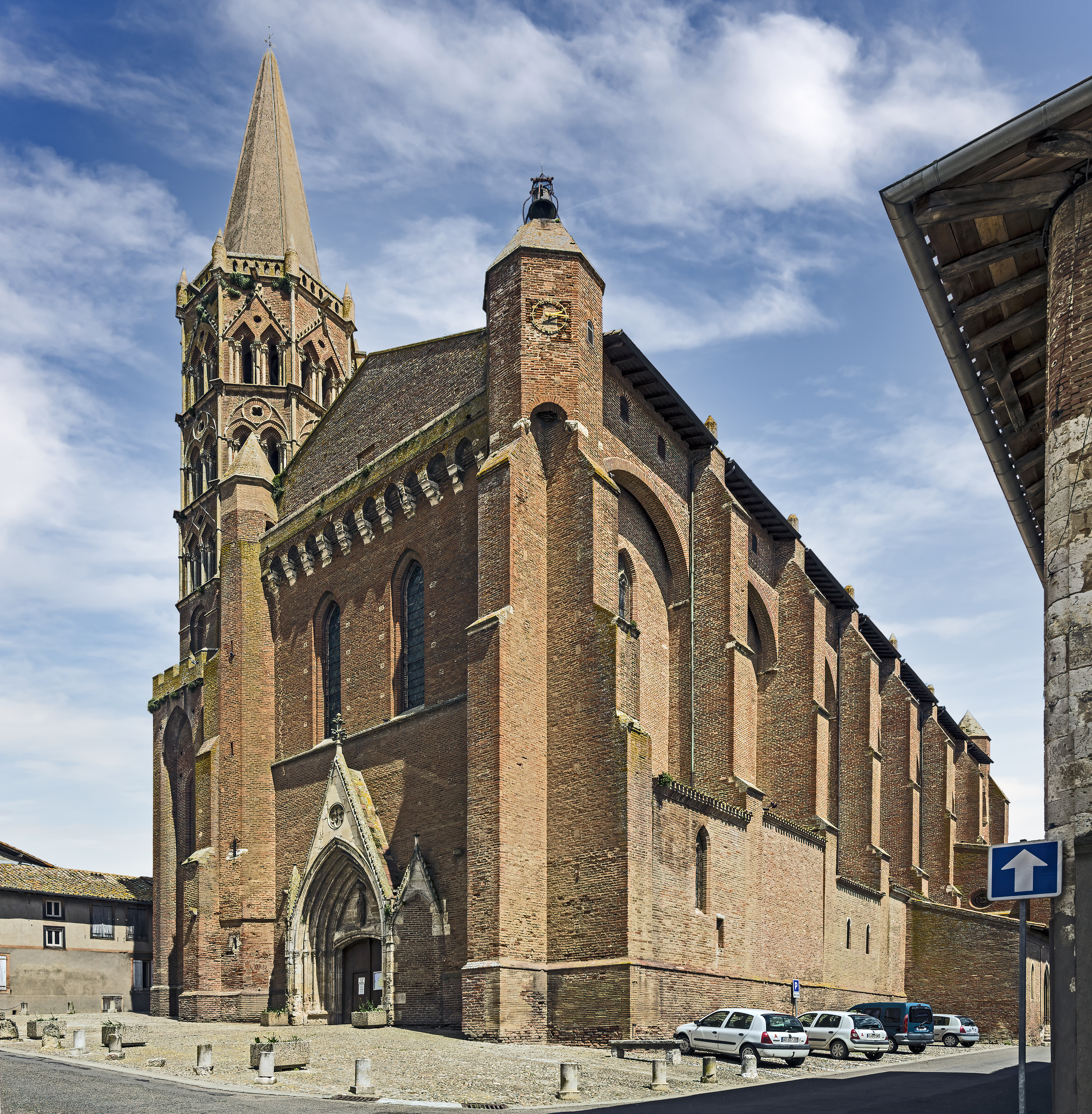
Giáo hội
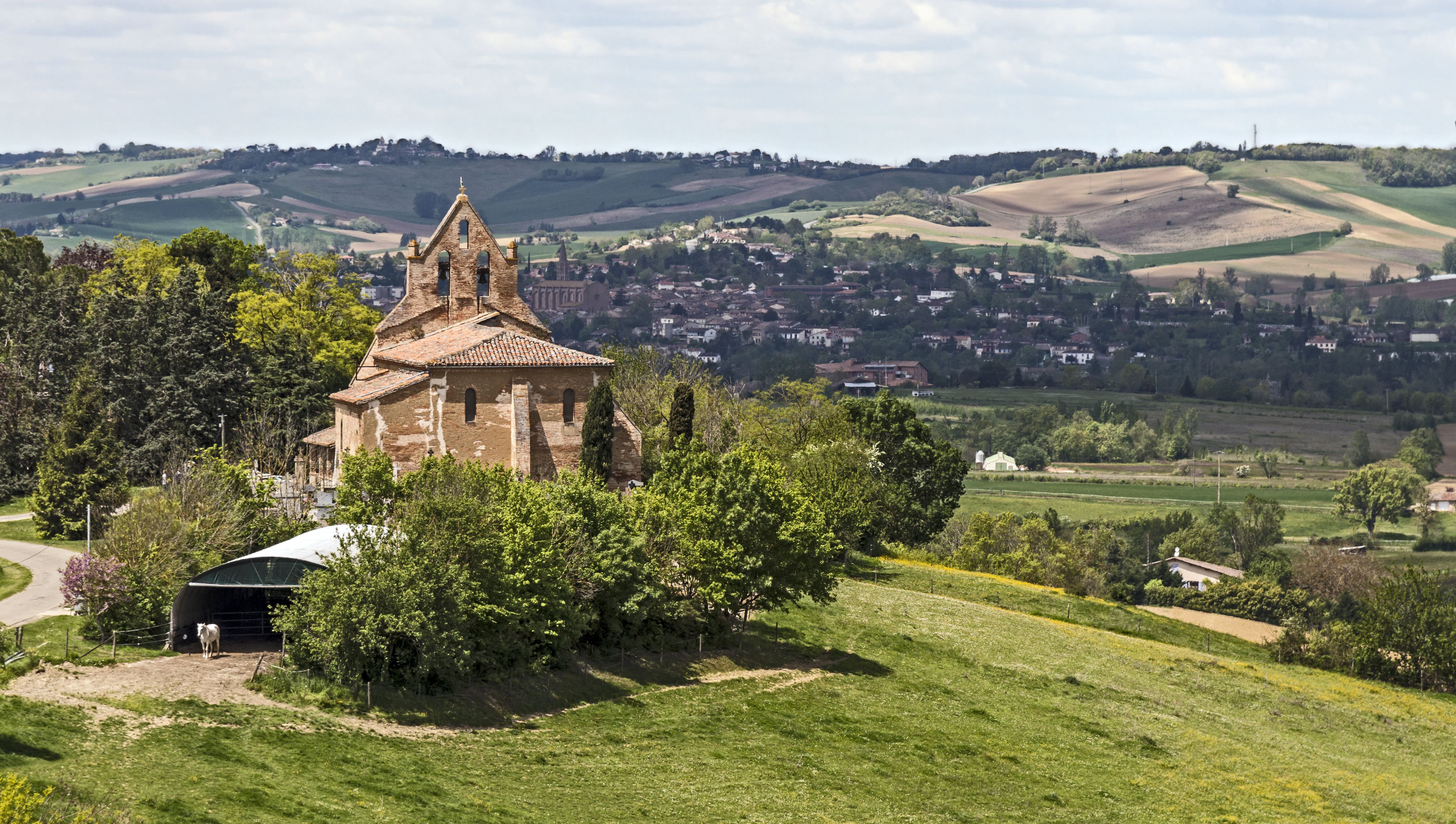
Chapel St.Jean

==
- Official site
- Town racecourse Lưu trữ ngày 11 tháng 11 năm 2007 tại Wayback Machine
- National geographical Institute entry Lưu trữ ngày 13 tháng 3 năm 2007 tại Wayback Machine
- Beaumont-of-Lomagne on the site of INSEE Lưu trữ ngày 10 tháng 10 năm 2007 tại Wayback Machine
- Entry on quid.fr Lưu trữ ngày 8 tháng 8 năm 2007 tại Wayback Machine
- vị trí của Beaumont on a map of France[liên kết hỏng]